# Соколкин, Юрий Викторович
Юрий Викторович Соколкин — советский и российский учёный в области прикладной механики, доктор физико-математических наук, профессор, заслуженный деятель науки РФ (1998).

## Биография
Родился 23 марта 1938 года в посёлке Михайловский Свердловской области.
Окончил механико-математический факультет Уральского государственного университета имени А. М. Горького (1960).
В 1960—1964 гг. инженер, старший инженер, конструктор-расчетчик на машиностроительных предприятиях Свердловска.
В 1964 г. поступил в аспирантуру Уральского политехнического института имени С. М. Кирова, в 1966 г. переведён в аспирантуру Математического института имени В. А. Стеклова АН СССР (Свердловское отделение); после её окончания работал там же младшим научным сотрудником.
В 1968 г. защитил кандидатскую диссертацию:
- Статистические краевые задачи теории ползучести : диссертация … кандидата физико-математических наук : 01.00.00. — Свердловск, 1968. — 125 с. : ил.

В 1969—1970 гг. научный сотрудник кафедры динамики и прочности машин Пермского политехнического института. С 1970 по 1984 г. заведующий лабораторией физического и математического моделирования Отдела физики полимеров Уральского филиала АН СССР, преобразованного в 1980 г. в Институт механики сплошных сред. В 1974 г. присвоено учёное звание старшего научного сотрудника.
В 1983 г. защитил докторскую диссертацию, и в том же году присвоено учёное звание профессора. Диссертация:
- Стохастические краевые задачи механики композитов : диссертация … доктора физико-математических наук : 01.02.04. — Пермь, 1981. — 460 с. : ил.

С 1984 г. заведующий кафедрой «Прикладная механика» Пермского политехнического института, на базе которой была открыта новая специальность «Проектирование и технология изделий из композиционных материалов». С 1993 по 2003 г. первый декан аэрокосмического факультета, образованного путем объединения машиностроительного факультета и факультета авиадвигателей.
В последние годы — профессор кафедры механики композиционных материалов и конструкций, ведущий научный сотрудник кафедры математического моделирования систем и процессов ПНИПУ.

## Научные труды
Автор (соавтор) более 200 научных работ, в том числе 3 монографий, получил 8 авторских свидетельств на изобретения.
- Электроупругость пьезокомпозитов с нерегулярными структурами / А. В. Соколкин, А. А. Паньков. — М. : ФИЗМАЛИТ, 2003 (Иван. обл. тип.). — 176 с. : ил.; 22 см; ISBN 5-9221-0431-4
- Механика деформирования и разрушения структурно неоднородных тел / Ю. В. Соколкин, А. А. Ташкинов; Отв. ред. А. А. Поздеев. — М. : Наука, 1984. — 115 с. : ил.
- Газоупругие процессы в энергетических установках / В. Я. Модорский, Ю. В. Соколкин. — Москва : Физматлит, 2007. — 175 с. : ил., табл.; 22 см; ISBN 978-5-9221-0885-0
- Технологическая механика топливных магистралей жидкостных ракетных двигателей / В. А. Сатюков, Ю. В. Соколкин. — Москва : Физматлит, 2009. — 140, [2] с. : ил., цв. ил.; 22 см; ISBN 978-5-9221-1184-3

## Награды и звания
Заслуженный деятель науки РФ (1998). Награждён орденом «Знак Почёта», серебряной медалью и дипломом ВДНХ СССР, почётной грамотой Президиума АН СССР.